# WallStreetBets
WallStreetBets або WSB (r/wallstreetbets) — це сабреддіт, де учасники обговорюють торгівлю цінними паперами та опціонами. Він став особливо популярним в 2021 році, коли його учасники змогли підняти в десятки разів акції компаній GameStop і AMC, здійснивши шорт-сквіз акцій цих компаній, що принесло втрати у розмірі $70 мільярдів на коротких позиціях американських хедж-фондів, які навпаки грали на пониження вартості акцій.

## Огляд
Учасники WSB — це здебільшого молоді роздрібні торговці акціями та інвестори, які ігнорують основні інвестиційні практики та методи управління ризиками, тому їхня діяльність розглядається радше як азартні ігри. Причиною популярністю цієї спільноти стала наявність мобільного застосунку Robinhood, завдяки якій можна без брокерів та комісійних купувати акції популярних компаній. Деякі учасники сабреддіту, як правило, використовують студентські позики, щоб зробити ставку на певні «мемні акції», які здобувають популярність у спільноті.
Учасники r/wallstreetbets називають себе «аутистами» та «дегенератами» у внутрішній комунікації.

### GameStop
22 січня 2021 року користувачі r/wallstreetbets ініціювали шорт-сквіз на GameStop, суттєво піднявши ціни на акції. Це сталося незабаром після коментаря Citron Research, який передбачив зменшення ціни акцій компанії GameStop. Таким чином спільнота сабреддіта вирішила зіграти проти ринку і їй це вдалося. До 26 січня ціна акцій зросла більш ніж на 600 %. Ліквідації коротких (short) позицій хедж-фондів сягнули біля $70 мільярдів. Рушійною силою в скачку акцій GameStop став незалежний фінансовий аналітик Кіт Гілл, що дописував на WallStreetBets під пвседоніном DeepFuckingValue. Саме його фундаментальний аналіз і систематичні публікації про те, що GameStop недооцінена компанія, яку треба купувати в довгу, посприяла шорт-сквізу акцій GameStop.